# Артур Ернест Гведел
Артур Ернест Гведел (англ. Arthur Ernest Guedel, 13 вересня 1883, Кембридж, Індіана, США — 10 червня 1956, Лос-Анджелес, Каліфорнія, США) — американський анестезіолог, який розробив класифікацію глибини анестезії, тип орофарингеального повітроводу та брав участь у вдосконаленні ендотрахеальної трубки.

## Біографія
Народився у містечку Кембридж, штату Індіана, США. (Містечко ймовірно назване на честь міста Кембридж у Великій Британії). Незважаючи на те, що втратив у підлітковому віці три пальця, зміг стати вправним піаністом і композитором.
Закінчив Медичний університет Індіани (англ. Indiana University School of Medicine) у 1908 році й там викладав анестезіологію впродовж довгих років. Також він працював у Індіанапольському загальному госпіталі, госпіталях святого Вінсента та Протестантських дияконів. Тоді він переїхав до Лос-Анджелесу, де викладав анестезіологію у місцевому університеті та працював у кількох лікарнях. Під час Першої світової війни працював у Франції з Американськими експедиційними силами з серпня 1917 по січень 1919 року. Гведел був автором книги, яка до його смерті вважалась золотим стандартом. Над її редагуванням він і працював до кінця життя. Помер від ішемічної хвороби серця не доживши 3 дня до 73 років.

## Внесок у медицину

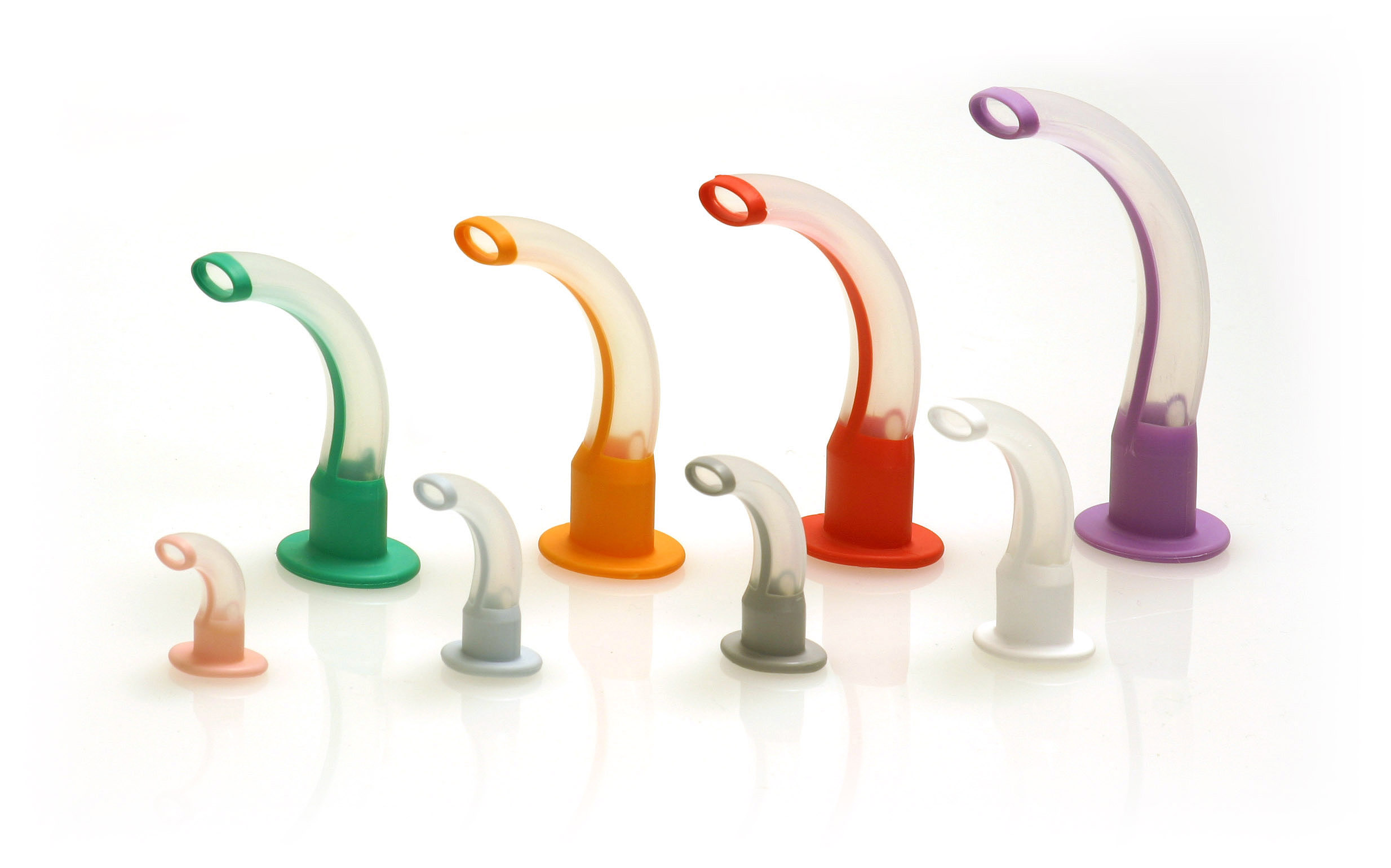
Один з варіантів сучасного орофарингеального повітроводу

- Працював над техніками самостійної подачі закису азоту (прототип аналгезії, контрольованої пацієнтом) при малих гінекологічних та стоматологічних операціях.
- Брав участь у впровадженні використання фурану як анестетика.
- Досліджував абсорбцію циклопропану та вуглекислого газу.
- У 1931 видав книгу «Інгаляційна анестезія: Фундаментальне керівництво», перевидано у 1951[3].
- У 1933 у статті «Нетравматичний фарингеальний повітровід» (англ. «A nontraumatic pharyngeal airway») розповів про розроблений ним орофарингеальний повітровід[2][3]. До нього про орофарингеальний повітровід вперше писав ще Джозеф Томас Кловер (1825—1882). Хоча частіше згадують статтю у журналі «Ланцет» Сера Фредеріка Вільяма Хевіта (1857—1916), анестезіолога короля Едварда VII у 1901 році.
Проте повітроводи виготовляли з металу, що часто спричиняло травми пацієнтів. Гведел розробив гумовий повітровід з внутрішньою металічною частиною, що мінімізувало травмування. На даний момент їх будова може досить суттєво відрізнятись, але епонімічний термін «повітровід Гведела» міцно закріпився за усіма орофарингеальними повітроводами.
- Систематизуючи та доповнюючи спостереження Джона Сноу (1813—1858) розробив класифікацію глибини анестезії, що також названа епонімічно.
- Розробив і почав упроваждувати ендотрахеальні трубки з манжетками для попередження аспірації та ефективнішої штучної вентиляції легень. Для яскравої демонстрації переваг його винаходу у 1926 році він уперше продемонстрував «зануреного собаку» (англ. «dunked dog»)[4]. Гведел вводив власного собаку у медикаментозний сон сумішшю етилену та кисню, інтубував його ендотрахеальною трубкою з манжеткою, занурював у акваріум та проводив штучну вентиляцію легень.